# Селеш
За чланак о истоименом селу у Мађарској, погледајте чланак Селеш.
Селеш (мађ. Szeles) је мађарско презиме које највероватније потиче од речи „сел“ (мађ. szél) што значи ветар. Презиме Селеш би се могло превести као Ветровити.
Познати носилац овог презимена је тенисерка Моника Селеш (мађ. Szeles Mónika).
Селеш може такође указивати мађ. Széles, што значи „широк“. Међутим, мање је уобичајено као презиме.